# 1293
سنة 1293 كانت سنة بسيطة تبدأ يوم الخميس (الرابط يظهر نموذج التقويم الكامل للسنة) من التقويم اليولياني.

## مواليد
- فيليب السادس

## وفيات
- الأشرف صلاح الدين خليل، ثامن سلاطين الدولة المملوكية البحرية.